# Magnolia pleiocarpa
Espèce
Statut de conservation UICN

 CR B1ab(i,iii) : 
En danger critique
Magnolia pleiocarpa est une espèce de plantes à fleurs de la famille des Magnoliacées. C'est un arbre endémique d'Inde.

## Description
C'est un arbre.

## Répartition et habitat
Cette espèce est endémique d'Inde où elle est présente uniquement dans les états d'Assam et d'Arunachal Pradesh.
Elle pousse en milieu tropical humide.